# Las Cañadas (Córdoba)
Las Cañadas es una localidad argentina ubicada en el departamento Cruz del Eje de la provincia de Córdoba. Se encuentra sobre la ruta provincial 400, 3 km al oeste del río Ávalos.
Es un paraje prácticamente aislado, antigua sede de excavaciones mineras en búsqueda de oro. La comuna organiza el Festival de la Solidaridad, donde se desarrollan entre otros eventos jineteadas. En 2009 el pueblo se encontró acéfalo ante la falta de sus autoridades.

## Población
Cuenta con 285 habitantes (Indec, 2022), lo que representa un incremento del 48% frente a los 149 habitantes (Indec, 2010) del censo anterior.
| Gráfica de evolución demográfica de Las Cañadas entre 2001 y 2022 |
|                                                                   |
| Fuente: Censos nacionales del INDEC                               |

## Sismicidad
La sismicidad de la región de Córdoba es frecuente y de intensidad baja, y un silencio sísmico de terremotos medios a graves cada 30 años en áreas aleatorias. Sus últimas expresiones se produjeron:
- 22 de septiembre de 1908 (116 años), a las 17.00 UTC-3, con 6,5 Richter, escala de Mercalli VII; ubicación 30°30′0″S 64°30′0″O / -30.50000, -64.50000; profundidad: 100 km; produjo daños en Deán Funes, Cruz del Eje y Soto, provincia de Córdoba, y en el sur de las provincias de Santiago del Estero, La Rioja y Catamarca[4]

- 16 de enero de 1947 (78 años), a las 2.37 UTC-3, con una magnitud aproximadamente de 5,5 en la escala de Richter (terremoto de Córdoba de 1947)[3]

- 28 de marzo de 1955 (70 años), a las 6.20 UTC-3 con 6,9 Richter: además de la gravedad física del fenómeno se unió el desconocimiento absoluto de la población a estos eventos recurrentes (terremoto de Villa Giardino de 1955)

- 7 de septiembre de 2004 (20 años), a las 8.53 UTC-3 con 4,1 Richter

- 25 de diciembre de 2009 (15 años), a las 21.42 UTC-3 con 4,0 Richter